# Patrimoni dell'umanità di Saint Lucia
I patrimoni dell'umanità di Saint Lucia sono i siti dichiarati dall'UNESCO come patrimonio dell'umanità a Saint Lucia, che è divenuta parte contraente della Convenzione sul patrimonio dell'umanità il 14 ottobre 1991.
Al 2023 un solo sito è iscritto nella Lista dei patrimoni dell'umanità: l'area di gestione dei Pitons, scelta nel 2004 in occasione della ventottesima sessione del comitato del patrimonio mondiale. Non vi sono invece candidature per nuove iscrizioni.

## Siti del Patrimonio mondiale
| Foto | Sito                        | Luogo                  | Tipo                       | Anno | Descrizione |
| ---- | --------------------------- | ---------------------- | -------------------------- | ---- | --- |
|      | Area di gestione dei Pitons | Quartiere di Soufrière | Naturale (1161; vii, viii) | 2004 | Il sito di 2 909 ettari vicino alla città di Soufrière comprende i Pitons, due guglie vulcaniche che si ergono a fianco dal mare (rispettivamente 770 m e 743 m di altezza), collegate dal crinale Piton Mitan. Il complesso vulcanico comprende un campo geotermico con fumarole sulfuree e sorgenti termali. Le barriere coralline coprono quasi il 60% dell'area marina del sito. Un sondaggio ha rivelato 168 specie di pesci pinnati, 60 specie di cnidari, tra cui coralli, otto molluschi, 14 spugne, 11 echinodermi, 15 artropodi e otto anellidi. La vegetazione terrestre dominante è la foresta tropicale umida che si trasforma in foresta umida subtropicale, con piccole aree di foresta arida e bosco umido pigmeo sulle cime. Il Gros Piton ospita circa 27 specie di uccelli (di cui cinque endemiche), tre roditori indigeni, un opossum, tre pipistrelli, otto rettili e tre anfibi. |